# Lygromma
Lygromma is een geslacht van spinnen uit de  familie van de Prodidomidae.

## Soorten
- Lygromma anops Peck & Shear, 1987
- Lygromma chamberlini Gertsch, 1941
- Lygromma domingo Platnick & Shadab, 1981
- Lygromma dybasi Platnick & Shadab, 1976
- Lygromma gasnieri Brescovit & Höfer, 1993
- Lygromma gertschi Platnick & Shadab, 1976
- Lygromma huberti Platnick & Shadab, 1976
- Lygromma kochalkai Platnick & Shadab, 1976
- Lygromma peckorum Platnick & Shadab, 1976
- Lygromma peruvianum Platnick & Shadab, 1976
- Lygromma quindio Platnick & Shadab, 1976
- Lygromma senoculatum Simon, 1893
- Lygromma simoni (Berland, 1913)
- Lygromma taruma Brescovit & Bonaldo, 1998
- Lygromma tuxtla Platnick, 1978
- Lygromma valencianum Simon, 1893
- Lygromma volcan Platnick & Shadab, 1981
- Lygromma wygodzinskyi Platnick, 1978
- Lygromma ybyguara Rheims & Brescovit, 2004